# Elvira Vikhareva
Vous pouvez aider à l'améliorer ou bien discuter des problèmes sur sa page de discussion.
- Son texte doit être wikifié : il ne correspond pas à la mise en forme Wikipédia (style, typographie, liens internes, liens entre les wikis, etc.). (Marqué depuis octobre 2024)
- Il est orphelin : moins de trois articles lui sont liés. Aidez à ajouter des liens en plaçant le code [[Elvira Vikhareva]] dans les articles relatifs au sujet. (Marqué depuis octobre 2024)

Elvira Vladimirovna Vikhareva (née le 8 juin 1990 à Irkoutsk en RSFSR) est un femme politique de l'opposition russe et une ancienne candidate à la Douma de la fédération de Russie. Elle est vidéoblogueuse sur des sujets sociopolitiques et l'autrice d'une chaîne éponyme sur YouTube.

## Biographie
En 2012, elle a obtenu son diplôme de l'Institut de télévision et de radiodiffusion de Moscou « Ostankino » . Son deuxième diplôme provient de la faculté de sciences politiques de l'Université d'État des sciences humaines de Russie (RGGU) .
Depuis mars 2020, Vikhareva anime une chaîne YouTube éponyme .

## Activité politique
En 2017, Elvira Vikhareva a rejoint le parti « Iabloko ». Elle s'est présentée aux élections pour le Conseil des députés du district municipal d'Altoufievski via la plateforme « Uber politique » de Maksim Katz et Dmitri Goudkov, ainsi que sous la bannière du parti Iabloko,.
En tant que cofondatrice du « Parti du changement » – anciennement connu sous le nom d'« Initiative citoyenne » – Elvira Vikhareva a été membre du conseil politique de la section moscovite du Parti du changement . Dmitri Goudkov et Ksenia Sobchak ont été nommés aux plus hautes fonctions du parti ,.
En 2018, Elvira Vikhareva a travaillé aux côtés des hommes politiques d'opposition Dmitri et Gennadi Goudkov. Par la suite, elle a organisé et animé un forum du parti rassemblant des personnes partageant des idées démocratiques, ainsi que des leaders d'opinion tels que des journalistes, philosophes, publicistes, politiciens, politologues, sociologues et défenseurs des droits humains.
En août 2019, les autorités ont autorisé l’organisation d’un grand rassemblement sur l'avenue Sakharov, dont Elvira Vikhareva a été la modératrice. Elle a également été l’une des organisatrices de la manifestation du 10 août 2019, intitulée « Récupérons notre droit de vote ». Selon les estimations du comptage indépendant « Le Compteur Blanc », cette manifestation a réuni jusqu'à 60 000 participants, devenant ainsi la plus importante depuis 2011. Tous les organisateurs ont été convoqués par la police la veille du rassemblement, mais celui-ci a néanmoins eu lieu comme prévu. Parmi les co-organisateurs figuraient les conseillers municipaux Ilya Azar, Denis Shenderovitch, Andreï Morev, Elena Rusakova et Elena Filina, ainsi que Tatiana Ousmanova, membre d’« Open Russia », l'activiste Sergueï Rakhnovski et Nadejda Mityouchkina, member du mouvement de « Solidarité ». Les organisateurs du rassemblement « Reprenons notre droit de vote », qui a eu lieu le 10 août 2019, ont soumis une résolution au Bureau du Président de la Russie. La résolution demande que les hommes politiques de l'opposition soient admis aux élections ou que les élections soient annulées, que les procédures engagées après les actions du 14 juillet 2019, du 27 juillet 2019 et du 3 août 2019 soient arrêtées et que le filtre municipal soit supprimé. aboli lors des élections d’automne. Des appels ont également été lancés pour demander des comptes aux forces de sécurité qui ont frappé les manifestants et pour interdire le transfert des forces du ministère de l'Intérieur et de la Garde nationale depuis d'autres régions. Le document a été remis par les députés Elena Filina, Andreï Morev et Elena  Rusakova, et signé par Ilya Azar et Elvira Vikhareva .
En 2019, Elvira Vikhareva a dirigé l'équipe de campagne de Gennadi Goudkov pour les élections à la Douma municipale de Moscou. Les autorités ont refusé d'enregistrer la candidature de Goudkov, ce qui a conduit Vikhareva à annoncer qu'elle avait soumis une notification pour organiser un rassemblement et une marche à Moscou le 14 septembre 2019, afin de réclamer l’autorisation de participation pour les candidats d'opposition indépendants ,. Au cours du même mois, elle a tenté à trois reprises d'organiser des rassemblements au même endroit, mais ces plans n'ont pas obtenu l'approbation des autorités. Le 19 septembre 2019, la police a adressé à Vikhareva un avertissement concernant l'illégalité de la tenue de manifestations non autorisées .
Elle a représenté et défendu les positions de l'opposition politique sur plusieurs questions d'actualité concernant la politique intérieure et extérieure de la fédération de Russie. En 2021, elle s'est présentée aux élections de la VIIIe Douma d'État. Convocation  dans la circonscription uninominale n ° 196 - Babouchkinsky à Moscou par le Parti de la croissance . Pendant la campagne électorale, Vikhareva a initié une réunion avec la chef de la Commission électorale centrale, Ella Pamfilova, en raison de la non-admission des observateurs complets de l'OSCE pour travailler aux élections législatives . Lors des élections à la Douma d'État, qui se sont déroulées du 17 au 19 septembre 2021, Vikhareva a obtenu 2,40 % des voix dans la circonscription de Babouchkinski.
Le 31 mai 2022, Elvira Vikhareva a annoncé son intention de se présenter aux élections du Conseil municipal du district de Yakimanka. Cependant, le 27 juillet 2022, le tribunal de Zamoskvoretski a disqualifié sa candidature pour ces élections . Par la suite, des tracts avec les photos d'Elvira Vikhareva et de Nodari Khananashvili, portant l’inscription « Soutient les nazis ukrainiens », ont été affichés sur les portes de leurs domiciles. En octobre 2022, malgré les menaces et la pression, Vikhareva a poursuivi ses visites de quartier dans le nord de Moscou, offrant son aide aux habitants pour résoudre divers problems sociaux  .
Le 24 mars 2023, Elvira Vikhareva est apparue sur CNN avec Erin Burnett après avoir été présumément empoisonnée en Russie . Des traces de dichromate de potassium, une substance toxique, ont été détectées dans son sang. Elle avait commencé à ressentir les premiers symptômes douloureux en novembre 2022, lesquels se sont aggravés en décembre 2022 et en février 2023. Les symptômes comprenaient de violentes douleurs abdominales, des palpitations, des picotements dans les membres, des crampes musculaires, des évanouissements et une chute de cheveux . Le 21 avril 2023, le ministère russe de la Justice a classé Vikharieva comme « agent étranger » .
Le ministère russe de la Défense, a répondu à une question posée par l'activiste Elvira Vikhareva, qui demandait pourquoi les autorités n’avaient pas publié de décret mettant fin à la mobilisation. Selon le ministère, l'annulation du décret pourrait entraîner une violation des droits des personnes mobilisées . Vikhareva a partagé la réponse du ministère sur les réseaux sociaux..
Le 22 mars 2024, Elvira Vikhareva, aux côtés d’autres « agents étrangers » tels que la présentatrice de télévision Tatiana Lazareva, le journaliste Sergueï Markelov, l'activiste Daria Serenko et l'économiste Vladislav Inozemtsev, a annoncé sa candidature pour les élections à la Douma municipale de Moscou prévues en septembre. Cette campagne prévoyait la participation de 45 « agents étrangers », correspondant au nombre de circonscriptions électorales de Moscou. Par cette initiative, les opposants entendaient exprimer leur résistance au système politique en place et « gêner ceux qui causent des dommages irréparables au pays ».
La Douma d'État a réagi rapidement à cette initiative. Le 6 mai 2024, un projet d'amendement a été adopté en trois lectures, interdisant aux « agents étrangers », y compris Elvira Vikhareva, de présenter leur candidature aux élections.
Le 15 mai 2024, le président russe Vladimir Poutine a signé une loi interdisant aux « agents étrangers » de participer aux élections à tous les niveaux. Cette loi leur interdit également d'agir en tant qu'observateurs électoraux ou représentants de confiance pour des candidats.